# Priscilla Ahn
Priscilla Ahn (* 9. března 1984) je americká zpěvačka. Narodila se ve Fort Stewart v Georgii a vytrůstala v Pensylvánii. V roce 2008 podepsala smlouvu s vydavatelstvím Blue Note Records a vydala své první album A Good Day, jehož producentem byl Joey Waronker. Druhé album následovalo až v roce 2011, neslo název When You Grow Up a produkoval jej Ethan Johns. Později vydala několik dalších alb. Jejím manželem je od roku 2010 herec Michael Weston.

## Diskografie
- A Good Day (2008)
- When You Grow Up (2011)
- Natural Colors (2012)
- Home: My Song Diary (2012)
- This Is Where We Are (2013)
- Just Know That I Love You (2014)